# Martin-Luther-Kirche (Sottrum)

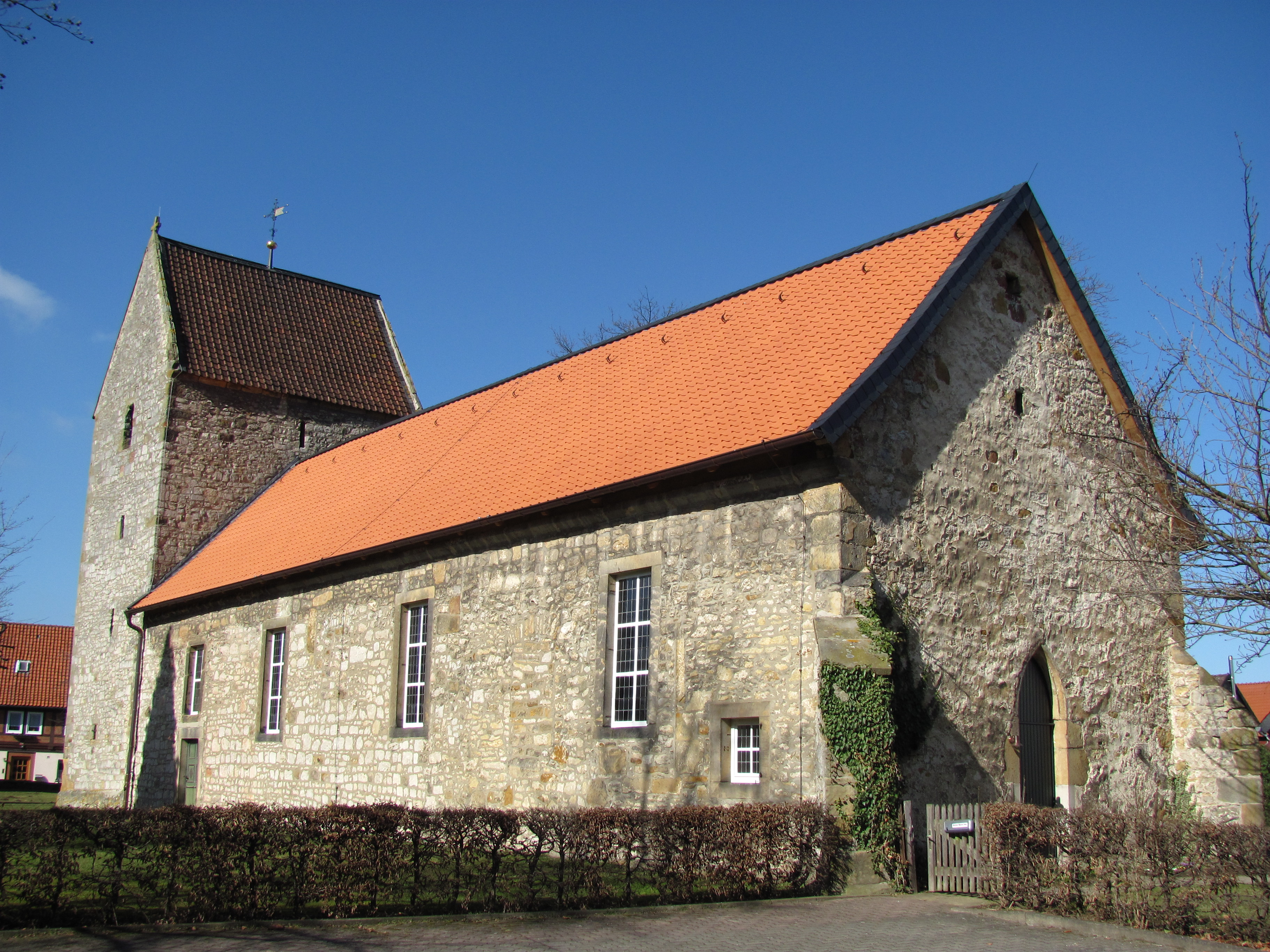
Martin-Luther-Kirche

Die evangelisch-lutherische denkmalgeschützte Martin-Luther-Kirche steht in Sottrum, einem Ortsteil der Gemeinde Holle im Landkreis Hildesheim in Niedersachsen. Die Kirchengemeinde Sottrum schloss sich mit der Kirchengemeinde Hackenstedt zusammen. Die gemeinsame Kirchengemeinde gehört zum Kirchenkreis Hildesheimer Land-Alfeld im Sprengel Hildesheim-Göttingen der Evangelisch-lutherischen Landeskirche Hannover.

## Beschreibung
Die rechteckige Saalkirche aus Bruchsteinen und Ecksteinen wurde 11. oder 12. Jahrhundert erbaut und mehrfach erweitert. An den Ecken des östlichen Giebels des mit einem Satteldach bedeckten Langhauses befinden sich Strebepfeiler. Der querrechteckige mit einem Satteldach bedeckte Kirchturm wurde in der Zeit der Gotik nachträglich angefügt. 
Bei einer Neugestaltung im 18. Jahrhundert erhielt die Kirche neue Fenster und 1749 einen hölzernen, bemalten Taufengel mit muschelförmiger Taufschale. An der Südwand des Kirchenschiffs wurden Reste frühgotischer Wandmalereien freigelegt. Das Altarretabel des ehemaligen Kanzelaltars, 1745 in der Werkstatt von Ernst Dietrich Bartels gebaut, hat im  Mittelfeld ein Kruzifix, flankiert von Statuen des Petrus und des Paulus zwischen gedrehten Säulen, darüber befindet sich Jesus Christus, flankiert von Moses und Johannes dem Täufer. Seitlich sind Scherwände mit Durchgängen. 
Eine erste, 1734 geschaffene Orgel wurde 1830 repariert. Der 1878 erfolgte Neubau von August Schaper hatte neun Register, verteilt auf zwei Manuale und Pedal. Dieses Instrument wurde 1926 durch eines ersetzt, das 1935 neu disponiert wurde. Ein letzter Neubau erfolgte 1974 von Albrecht Frerichs mit sieben Registern, verteilt auf ein Manual und das Pedal. Der Orgelprospekt von Schaper ist erhalten.